# Pál Dárdai
Pál Dárdai (Pécs, 16 de març de 1976) és un exfutbolista hongarès.